# Добро јутро, комшија 3
Добро јутро, комшија 3 је филм из Републике Српске у продукцији РТВ Приједор и БН Телевизије. Сниман је као наставак филма Добро јутро, комшија 2, у селу Горњи Орловци код Приједора. Жанр овог филма је комедија, а режисер је Младен Марјановић. Сценариста филма је Перо Шпадић, а премијерно је приказан 4. новембра 2016. године у приједорском биоскопу „Козара".

## Радња
Радња филма се и овога пута „врти” око односа свекрве и снахе, те зета и таште. Уиграној екипи из претходна два дијела су се овога пута придружила и нека нова глумачка имена попут Амира Шкргића из Цазина, који се појављује у улози Мрве.